# Aad Oudt
Adriaan Frederik Oudt, detto Aad (L'Aia, 26 febbraio 1946), è un ex nuotatore olandese.
Specializzato nello stile libero, ha partecipato ai Giochi di Tokyo 1964, gareggiando nei 400m sl, e di Città del Messico 1968, gareggiando nei 200m sl e nella Staffetta 4x200m sl.